# Милоје Милојевић (композитор)
Милоје Милојевић (Београд, 27. октобар 1884 — Београд, 16. јун 1946) био је српски композитор, музиколог, музички критичар, фолклориста, музички педагог и организатор музичког живота.

## Порекло
Рођен је 27. октобра 1884. у Београду. Милојевићев отац Димитрије, галантеријски трговац, родом је био из села Дедина код Крушевца. Његово презиме било је Ђорђевић, али је према ондашњем обичају узео презиме према очевом имену. Димитрије Милојевић био је музикалан – сам је научио да свира флауту. Мајка Ангелина рођена је у Београду, као кћерка Матеје Матића, чиновника, чији је брат др Димитрије Матић. 
Матићи су пореклом из Рашке, прво су се доселили у Мачву у Црну Бару, да би касније прешли у Срем у Руму, где су из звали и Црнобарић. Отац Матеје, Димитрија, Ђорђа Матића и Стевана Матића, Илија Матић је учествовао у ратовима против Наполеона у аустријској војсци. Спасенија Матић, мајка Матеје Матића је из породице Јовановић, кћерка је Петра Јовановића, чији је син Илија Јовановић отац Владимира Јовановића оца Слободана Јовановића. Ујак Ангелине Матић, капетан Стеван Матић 1848. борећи се под командом Стевана Книћанина, против Мађара истакао се храброшћу када је запленио топ, након чега је унапређен у капетана, али је том приликом рањен и касније је од последица рањавања умро у Београду. Преко ујака Ангелине Милојевић, рођ. Матић, др Димитрија Матића, министра и професора, Милојевићи су у сродству породицама Чолак-Антић, Сондермајер, породицом генерала Димитрија Ђурића и др.
Мајка Милоја Милојевића, Ангелина је била музички даровита, приватно је учила клавир. Имао је сестру Владиславу и браћу Војислава, Владислава, Бранка, Милорада и Боривоја, познатог биолога.
По њему је названа Основна музичка школа „Милоје Милојевић” Крагујевац.

## Биографија
Виолину је почео приватно учити у петој години код Карла Мертла, члана оркестра Народног позоришта у Београду. Први учитељ клавира била му је мајка. Изненадна очева смрт преокренула је живот породице. Промењене материјалне прилике приморале су удовицу да с децом пређе у Нови Сад где је живот био повољнији. У Новом Саду породица Милојевић живела је шест година. Милоје је тамо почео школовање с трећим разредом Српске православне велике гимназије новосадске (матурирао 1904). Та школа била је чувена и са своје музичке делатности (Светосавске беседе). Значајне подстицаје у музичком развоју добио је од композитора Исидора Бајића (1878–1915), свога гимназијског наставника музике.
На Филозофском факултету у Београду студирао је три семестра (од јесени 1904. до пролећа 1906): германистику (Милош Тривунац), упоредну књижевност (Богдан Поповић), српски језик и књижевност (Александар Белић, Павле Поповић, Јован Скерлић) и филозофију (Бранислав Петронијевић). Истовремено је, као и касније, а до 1907, био ученик Српске музичке школе (данас Музичка школа „Мокрањац“). Тамо је код Стевана Мокрањца учио музичкотеоријске дисциплине и композицију, а код Цветка Манојловића клавир.
На музичким студијама у Минхену провео је пет семестара (од летњег семестра академске 1907/8. до летњег семестра 1909/10. године). На Филозофском факултету Минхенског универзитета студирао је музикологију (Адолф Сандбергер, Теодор Кројер), књижевност и филозофске дисциплине. На минхенској Музичкој академији студирао је композицију (Фридрих Клозе), клавир (Рихард Мајер-Гшрај) и дириговање са свирањем партитура (Феликс Мотл). Јуна 1910. завршио је студије на Музичкој академији у Минхену.
Од 1. IX 1910. до 1. III 1911. служио је војни рок у Краљевини Србији у ђачком ескадрону. Још док је био у војсци постављен је за учитеља певања пете класе у Четвртој београдској гимназији. Исте године почео је да предаје у Српској музичкој школи. Године 1912. основао је Камерно удружење наставника Српске музичке школе. Тиме је отпочело редовније неговање камерне музике у Београду.
У јесен 1912. избио је Први балкански рат и он је мобилисан као водник у Дунавском дивизијском коњичком пуку. По избијању Првог светског рата додељен је (све до 1917) штабу Врховне команде. Са српском војском прешао је Албанију. Године 1917. стављен је на располагање Министарству просвете Краљевине Србије и упућен у Париз, у Културни одбор. У Француској је боравио од 1917. до половине 1919. Све време рата бавио се компоновањем; у Ници, Монте Карлу, Лиону, Паризу, наступао је на концертима српске музике (као клавирски сарадник), а у Паризу је одржао јавно предавање о савременој српској музици.
Године 1919. вратио се у Београд и развио изузетно богату музичку делатност композитора, музиколога, музичког критичара, фолклористе, музичког педагога, диригента и организатора музичког живота. Најпре се вратио на своје наставничко место у гимназији и у музичкој школи. Паралелно је, од 1920. до почетка 1922, био диригент Академског певачког друштва „Обилић“. Ујесен 1922. изабран је за асистента за историју музике на Филозофском факултету у Београду. Убрзо се окренуо довршетку музиколошких студија. На Карловом универзитету у Прагу докторирао је из музикологије крајем јуна 1925. с темом „Сметанин хармонски стил”. Вративши се у Београд, деловао је, до 1939, као доцент и ванредни професор историје музике на Филозофском факултету. Паралелно је, и све до 1946, био професор, а од 1943. до 1945. и директор Музичке школе у Београду (некадашња Српска музичка школа, а данас Музичка школа „Мокрањац“). Године 1939. прешао је за редовног професора композиције и теоријских дисциплина на Музичкој академији у Београду. За време Другог светског рата био је (1941) хапшен од окупатора. Приликом тешког америчког бомбардовања Београда, о Ускрсу 1944, његова кућа у Немањиној 16 тешко је демолирана, а Милојевић повређен. Оронулог здравља, од фебруара 1945. није био у стању да држи наставу у Музичкој академији. Зато је после ослобођења био формално додељен Музичконаучном институту Музичке академије, којим је руководила музиколог и пијанисткиња Стана Ђурић-Клајн (то је потоњи Музиколошки институт Српске академије наука и уметности). Умро је 16. јуна 1946. у Београду.
Био је (од 1907) ожењен Иванком Милутиновић (1881–1975), соло певачицом и музичким педагогом. Имали су кћерку Гордану (1911–2003), пијанисткињу и музичког педагога. Синовац Ђорђе (1921–1986), Боривојев син, био је виолончелиста и композитор. Милојевићев унук био је композитор и академик Властимир Трајковић (1947-2017), професор композиције и оркестрације на Факултету музичке уметности у Београду.

## Композитор
Заједно с Петром Коњовићем и Стеваном Христићем представља генерацију композитора која је у српску музику унела модерне стилове и висок композиционотехнички ниво. У почетној фази свога уметничког развоја Милојевић је пошао од српске романтичарске националне школе (Стеван Мокрањац, Јосиф Маринковић). Студије у Минхену откриле су му немачки новоромантизам и музику Рихарда Штрауса, која ће му постати веома блиска. Још је снажније дејство произвео боравак у Француској. Утицај француског импресионизма био је пресудан у Милојевићевом стилском развоју. Боравак у Прагу, за време израде докторске дисертације, довео га је у контакт с авангардним чешким композиторима. У појединим делима окренуо се експресионизму. Ипак, током читавог живота није га напуштала склоност према националном стилу – за музички фолклор као основу уметничке музике. Његова последња стваралачка фаза управо је обележена применом народне мелодије у окружењу стилског амалгама који су чинили елементи неоромантизма и импресионизма.
Милоје Милојевић је поглавито лиричар, мајстор малих форми. Два су главна подручја његовог рада соло песма и клавирска минијатура, а дао је значајне прилоге и хорској и камерној музици.
У соло песмама окренуо се домаћој, француској, немачкој и јапанској лирској поезији. Стихове је тумачио гипком мелодиком и богатом хармонском палетом у клавирском парту. Међу његовим остварењима за глас и клавир вредно је истаћи следеће наслове:
Пред величанством природе, збирка од десет песама, настала је између 1908. и 1920. У том циклусу могу се уочити све стилске нијансе које карактеришу Милојевића као композитора овога жанра (српски романтичарски лид, Штраусов утицај, импресионизам). Међу најуспелије долазе: Јесења елегија, Песма орла, Јапан, Нимфа и Звона.
Петнаестак соло песама компонованих 1917. у Француској, на стихове француских песника, настале су под упливом импресионизма, а најпознатија међу њима јесте изврсна Тужна успаванка. Из каснијег стварања истичу се Три песме за високи глас (најзначајнија: Врло топли дан, 1924), на немачке стихове, и циклус Хаи-каи на поезију јапанског песника Башоа, 1942). У тим делима сустижу се елементи импресионизма и експресионизма.
Гозба на ливади, лирска симфонија за глас и оркестар (1939), први је пример симфонијског лида у српској музици.
Милојевић је неговао и хорску музику. Његово стварање у тој области креће се од непретенциозних дечјих и омладинских хорова до сложених дела. У најзначајније долазе: Дуго се поље зелени (1909), минијатура за мешовити хор, на стихове Војислава Илића; драматична балада Слутња (1912), обележена неоромантичарском хроматиком и полифонијом, убраја се у врхунска остварења српске хорске литературе; и циклус Пир илузија (1924), на текстове Мирослава Крлеже (Вечерње декорације, Триптих, Црно суморно поподне), дело модерног израза и високих техничких захтева у погледу хорске фактуре. Најпопуларнија Милојевићева хорска композиција јесте Муха и комарац (1930), духовити скерцандо на народни текст, обележен тонским сликањем. Та ефектна композиција с разлогом је упоређивана с Козаром Стевана Мокрањца. Милојевић се с успехом огледао и у црквеној музици (две литургије, три опела; посебно је успело Кратко опело у b-молу за мушки хор, 1920).
Један је од најзначајнијих српских композитора клавирске музике. Четири комада за клавир (1917) означавају прекретницу у историји српске клавирске литературе по својим уметничким вредностима. Високоуспеле збирке Камеје (1937–42) и Моја мајка (1943) карактерише садејство импресионизма и неоромантизма. Циклуси Мелодије и ритмови са Балкана, Косовска свита и Повардарска свита (све из 1942), засновани су на фолклору, највише на мелографским записима самог Милојевића. У тим делима сусрећу се импресионистичка решења, али и робустнији приступ фолклору близак Бели Бартоку. На издвојеном месту стоје Ритмичке гримасе (1935), Милојевићев искорак у експресионизам. У том делу клавир се повремено третира као удараљка, на појединим местима нема ознаке за врсту такта, а хармонски аспект одликује напуштање тоналитета и појава кластера.
Мање је обилан Милојевићев рад на пољу оркестарске музике. Треба поменути симфонијску поему Смрт мајке Југовића (1921), у којој се назиру утицаји Р. Штрауса. У том делу запажају се недостаци на плану тематске разраде и оркестарског звука. Много је успелија Интима (1939), свита за гудачки оркестар према мотиву ре-ла-до-ми-ла. У шест ставова осликана су неколика расположења (што је сугерисано насловима ставова). У тој композицији остварена је целовитост структуре, као и звучне и колористичке вредности.
Милојевић је дао и низ камерних дела. Написао је два гудачка квартета (G-дур, 1905. и c-мол, 1906); Квартет у G-дуру прво је дело тога жанра у српској музици. Компоновао је две сонате за виолину и клавир (h-moll, 1924; d-moll, 1943), Сонату у fis-молу за флауту и клавир (1944), Сонату за виолу соло in g (1944) и др. Најкрупније је међу тим делима Соната за виолину и клавир у h-молу, композиција чврсте структуре и велике експресивности која се креће од дискретне лирике до страствене драматичности.
Музичкој сцени припада једно од Милојевићевих најапартнијих остварења – Собарева метла (1923), балетска гротеска на надреалистички текст Марка Ристића.
Заступљен је у Антологији српске клавирске музике (I књига, I свеска, избор дела: Дејан Деспић, Властимир Перичић, Душан Трбојевић и Марија Ковач; редакција и коректура Милојевићевих композиција: Властимир Трајковић; Удружење композитора Србије, Београд 2005, стр. 30–96): „Четири комада”, оп. 23; „Камеје”, импресије за клавир, оп. 51. и „Визије”, оп. 65.
Представљен је и у Antologiji srpske solo pesme (I sveska, izbor i predgovor Ana Stefanović, Udruženje kompozitora Srbije, Beograd 2008, pp. 49–101): из циклуса Пред величанством природе: „Нимфа”, оп. 9. бр. 1; „Јесења елегија”, оп. 5. бр. 1; „Молитва мајке Југовића звезди Даници”, оп. 31. бр. 1; Заносни час, оп. 21. бр. 1; Бдење, оп. 22. бр. 1; Дал' се сећаш и ти, оп. 46. бр. 1; Два Ал-Газалијева катрена, оп. 46. бр. 2; Две Дучићеве плаве легенде, оп. 34: „Мала принцеза” и „Љубав”; из циклуса Три песме за високи глас и клавир, оп. 67: „Врло топли дан”, оп. 67. бр. 1; Флаута од жада, две песме за тенор, сопран, флауту, виолу и клавир, оп. 39: „Од када је отишла”, „У сенци наранџина листа”; Пролећна киша, оп. 45. бр. 2).

## Важније композиције
Соло песме и симфонијски лид
- Пред величанством природе, десет соло песама за глас и клавир (1908–1920)
- Песме на стихове француских песника за глас и клавир: La lettre, Berceuse triste, Prière, Hymne au soleil, L’heure exquise, La chanson du vent du mer (Писмо, Тужна успаванка, Молитва, Химна сунцу, Заносни час, Песма ветра с мора, 1917)
- Три песме за високи глас и клавир, оп. 67 (1924–1942)
- Гозба на ливади, циклус за глас и оркестар (1939)

Клавирска и камерна музика
- Четири комада за клавир, оп. 23 (1917)
- Ритмичке гримасе, за клавир, оп. 47 (1935)
- Камеје, за клавир, оп. 51 (1937–1942)
- Мелодије и ритмови са домака Шаре, Дрима и Вардара, за клавир (1942)
- Косовска свита, за клавир (1942)
- Мелодије и ритмови са Балкана, за клавир, оп. 69 (1942)
- Повардарска свита, за клавир (1942)
- Мотиви са села, за клавир (1942)
- Соната за виолину и клавир у h-молу, оп. 36 (1924)

Хорске и црквене композиције
- Дуго се поље зелени, мешовити хор, оп. 1. бр. 1 (1909)
- Слутња, мешовити хор, оп. 1. бр. 2 (1912)
- Пир илузија, оп. 35 (1924)
- Муха и комарац, мешовити хор, оп. 40 (1930)
- Кратко опело у b-молу, за мушки хор (1920)
- Видовданска причест за два хора (1929)

Сценска дела:
- Собарева метла, опера-балет (1923)

Оркестарска дела
- Смрт мајке Југовића, симфонијска поема (1921)
- Интима, свита за гудачки оркестар, оп. 56 (1939)

## Музиколог, музички критичар, фолклориста и организатор музичког живота
Први је доктор музикологије код Срба. Његова дисертација, одбрањена 1925. на Карловом универзитету у Прагу, била је из систематске музикологије – Сметанин хармонски стил (изд. Графички институт „Народна мисао А. Д.”, Београд 1926). Од музиколошких радова пажњу завређује и монографија Сметана – живот и дела (С. Б. Цвијановић, Београд 1924). То је пионирско дело и у тематском и у жанровском смислу у српској музикологији. У студији Музика и Православна црква (објављено у: „Годишњак и календар Српске православне патријаршије за просту годину 1933”, Сремски Карловци 1932, стр. 115–135), отворио је проучавање српске црквене музике према упоредним студијама (музичка византологија и оријенталистика).
Веома је значајан његов педагошки рад у области музикологије. Између 1922. и 1939. предавао је историју и теорију музике на Филозофском факултету Београдског универзитета (асистент од 1922, доцент од 1927, ванредни професор од 1934). То су пионирска, до данас једина предавања из тих дисциплина на тој установи. Милојевић није имао самосталне Катедре, његова дисциплина била је део Семинара за класичну археологију и историју уметности, потом Семинара за упоредну књижевност и теорију књижевности и, на крају, Српског семинара. Историја музике изучавала се као помоћни предмет на студијским групама за општу историју и упоредну књижевност и теорију књижевности. Чињени су покушаји да се на Факултету отвори катедра за музикологију, али то се није догодило. Милојевићеви универзитетски течајеви били су веома разноврсни у хронолошком и тематском погледу, и привлачили су огроман број слушалаца. Милоје Милојевић је био изванредан говорник и предавач.
У Библиотеци Факултета музичке уметности у Београду сачувана су његова недовршена скрипта из историје музике. То је први опсежнији рад једног српског аутора на историји музике, после уџбеника Љубомира Бошњаковића, Историја музике (1921).
Најзначајнији је српски музички критичар и есејиста прве половине XX века и један од најзначајнијих критичара и музичких писаца у историји српске музике. Између 1908. и 1942. објавио је преко хиљаду музичких критика, студија, огледа, приказа, некролога и бележака на страницама великог броја дневних листова, књижевних и других часописа. Од 1908. до 1941. био је музички критичар „Српског књижевног гласника”, најзначајнијег српског књижевног часописа у првој половини XX века. Од 1921. до 1941. био је и музички критичар „Политике”, најутицајнијег српског дневног листа. Вишеструк је значај његовог музикографског рада. Он је српској и југословенској култури донео у својим есејима и критикама критичка обавештења о великом броју појава, личности и проблема европске музике старијег и новијег времена. Просветитељ и популаризатор музичке уметности и њене историје, Милојевић се није заустављао на задатку преносника знања и обавештења – у својим текстовима увек је заступао одређену критичку позицију.
У бројним оценама савремене продукције домаћих композитора пружио је објективне оцене које су највећим делом прихваћене у каснијој српској музикологији. Ватрени следбеник словенофилске и југословенске идеологије, Милојевић није допуштао да идеологија буде изнад естетике. У његовим списима аутономија уметности и примат естетске вредности никада нису били доведени у питање.
Широко образован, изузетно обавештен о кретањима у европској музици, и о оној авангардног дејства, познавалац немачке, француске, чешке и енглеске музиколошке литературе, Милоје Милојевић је писао јарким, егзалтираним, па и плакатским стилом који, међутим, није био на уштрб стручног и чињеничног слоја у његовим саставима. Послератна српска музикологија није с одобравањем гледала на стилску страну његових радова и може се рећи да је он као музички писац после своје смрти донекле, а неправедно, био потцењен, а свакако недовољно читан. То је, уосталом, био случај и с односом послератне српске музикологије према историји музикографије као области музиколошких истраживања и проучавања. Та област била је у дубокој сенци ондашњег приоритета домаће музикологије – анализе композиција. Тек у новије и најновије време, на првом месту у радовима др Роксанде Пејовић, др Слободана Турлакова и др Александра Васића Милојевићеви текстови узимају се у подробан претрес и сугерише се рад на Милојевићевој библиографији, те потреби минуциозне анализе његових текстова.
У написима Милоја Милојевића запажа се сукоб традиције и иновације. То је највише дошло до изражаја у радовима о савременој музици. Путања Милојевићевог гледања на савремену музику није праволинијска. Он је показивао колебање у прихватању радикалних, авангардних пракси. Али домаћој средини није ускраћивао обавештења о појавама с којима се интимно није слагао. Пажње је вредан податак да је већ 1912. у „Српском књижевном гласнику” писао о Арнолду Шенбергу. Остао је одан идеји националног музичког стила и модернизованог музичког романтизма.
Покретач је и један од уредника часописа „Музика” (Београд, јануар 1928 – март 1929). Један од најбољих музичких часописа у Србији и Југославији пре Другог светског рата, „Музика” је много учинила на критичком приближавању европске музике домаћој читалачкој публици. Томе су посебно допринеле тематске свеске о чехословачкој музици, Францу Шуберту, пољској и енглеској музици и Лудвигу ван Бетовену. „Музика” је учествовала о расправи о националном стилу, критички је бележила догађаје у југословенској, словенској и западноевропској музичкој уметности култури.
Дуго је, у међуратном периоду, био у употреби Милојевићев уџбеник основне теорије музике (Основи музичке уметности I–II, 1922–1927; касније под насловом Основна теорија музике; 13 издања до 1940. године), као и скрипта из хармоније, састављена према познатом уџбенику Рудолфа Луја и Лудвига Тила (Наука о хармонији, 1934). Милојевић је и преводилац оперских либрета (А. С. Пушкин / П. И. Чајковски, Евгеније Оњегин, 1920; Ж. Барбије – М. Каре / Жак Офенбах, Хофманове приче, 1921; Анри Мелак – Филип Жил / Жил Масне, Манон, 1924).
Милојевићеви изабрани списи издати су у три књиге – Музичке студије и чланци (I: Издавачка књижарница Геце Кона, Београд 1926; II: исти издавач, 1933; III: средила за штампу Гордана Трајковић-Милојевић, сопствено издање, Београд 1953).
Милојевићев оглед Уметничка идеологија Стевана Ст. Мокрањца, објављен 1938. у „Српском књижевном гласнику”, увршћен је у антологију српске музичке есејистике: Есеји о уметности, за штампу припремили: Јован Ћирилов (драмска уметност), Стана Ђурић-Клајн (музичка уметност) и Лазар Трифуновић (ликовна уметност), Матица српска – Српска књижевна задруга (Библиотека „Српска књижевност у сто књига”, књ. 91), Нови Сад – Београд 1966, стр. 251–262.
Године 1925–1926. основао је, заједно с групом универзитетских наставника, Универзитетско камерно музичко удружење „Collegium musicum”. То Удружење одиграло је крупну улогу у музичком животу међуратног Београда. Од 21. априла 1926. до 15. марта 1940. „Collegium musicum” одржао је 67 концерата на којима је изведено 417 композиција од барока и рококоа до дела Паула Хиндемита и Игора Стравинског. На тим концертима Милојевић је наступао као организатор, предавач, диригент и клавирски сарадник. У оквиру наведеног Друштва Милојевић је покренуо и уређивао нотну издавачку делатност од великог значаја. „Collegium musicum” је објавио низ дела савремених српских, словеначких и хрватских композитора, поред Милојевићевих композиција (хронолошким редоследом: Предраг Милошевић, Славко Остерц, Луцијан Марија Шкерјанц, Антон Нефат, Јаков Готовац, Петар Коњовић, Божидар Широла, Миленко Живковић, Богомир-Бого Лесковиц, Војислав Вучковић). Петар Коњовић је о том подухвату приметио: „У делатности Милојевића, Collegium musicum својим избором, редакцијом, штампом и спољашњом техничком опремом, представљала је и опет један крупан корак у европеизацији српске и југославенске музичке културе” (уп. Петар Коњовић, Милоје Милојевић, композитор и музички писац, Српска академија наука /Посебна издања, књ. CCXX, Одељење ликовне и музичке уметности, књ. 1/, Београд 1954, стр. 177).
Милојевић је био стални клавирски сарадник на концертима своје супруге Иванке, прве српске концертне соло певачице.
Као фолклориста истраживао је, бележио и тумачио музички фолклор Косова и Метохије, Македоније и Црне Горе. О томе је дао читав низ радова и забележио близу 900 народних мелодија и игара. Њега је фолклор привлачио и као истраживача и као композитора, будући да је био привржен идеји компоновања уметничке музике на основи фолклора. Недавно су објављени његови записи фолклора Косова и Метохије: Милоје Милојевић, Народне песме и игре Косова и Метохије, прир. Драгослав Девић, Завод за уџбенике и наставна средства – Карић фондација, Београд 2004.
Музичка школа у Крагујевцу носи име Милоја Милојевића.
Заоставштину Милоја Милојевића средили су и каталогизовали његов унук, композитор и академик Властимир Трајковић, професор Факултета музичке уметности у Београду, и музиколог Слободан Варсаковић. Заоставштина се чува у породичној архиви академика Властимира Трајковића.

## Нотна издања
Без ознаке године, азбучним редоследом:
- Зрачна свила. Државна женска стручна учитељска школа, Београд (б. г.)
- Кратко опело за мушки хор. (Б. и., б. м., б. г.)
- Љубичице. (Б. и.) (б, м.) (б. г.)
- Љубичице, мешовити хор. Речи Грчић Миленко. Радио хор, Београд (б. г.)
- Маршевске мелодије за ансамбл пикола или флаута, подељених у две, три или четири групе. „Млада Србија”, Београд (б. г.)
- , op. 22:
- Младост. Текст В. Ј. Илић. Радио хор, Београд (б. г.)
- М. Милојевић, Дођи...дођи, речи Мил. Петровића; Ј. Маринковић, Еј Ковачу! Текст: З. Ј. Јовановић. Радио хор, Београд (б. г.)
- Муха и комарац. (Б. и.), Београд (б.г.).
- Муха и комарац (народни стихови). Ф. Загребељни, Београд (б. г.)
- Песма у зору, мешовити хор. Радио Београд, Београд (б. г.)
- Слутња, оп. 1. бр. 2, Текст Војислав Ј. Илић. Прво београдско певачко друштво, Београд (б. г.).
- Служба при венчању за мешовити збор. (Б. и., б. м., б. г.)
- Триптих. Крлежа: из циклуса „Пир илузија”. За мушки хор (27. VIII 1924). Јужнословенски певачки савез, Београд (б. г.)
- Две суморне песме, оп. 5, за један глас и клавир. Стихови Војислав Ј. Илић. Књижара С. Б. Цвијановића, Београд 1914. (Садржај: „Јесења елегија”: „Под старим гробним плочама”.)

С ознаком године издања, хронолошким редоследом:
- Југословени. А. Шантић. (Б. и.) Београд 1919.
- Песме у један, два, три или четири гласа, за дечји или женски хор. (Св.) 1. Друштво за заштиту југословенске деце, Београд 1920.
- Хорске песме, 2. свеска: Песме за мушки или мешовити хор намењене певачким зборовима ученика средњих школа или универзитетске Друштво за заштиту југословенске деце, Београд 1920.
- Minijature op. 2, za glasovir. Edition Slave, Wien 1921.
- Pred veličanstvom prirode. Deset pesama za jedan glas i klavir. Društvo za zaštitu jugoslovenske dece, Beograd 1921.
- Četiri komada, op. 23. za klavir. Rouart Lerolle & Cie, Paris 1921.
- Служба при венчању за мешовити збор. Б. и., Београд 1922.
- Лептир и ружа. Непознат песник. Издање Музичког друштва „Станковић”, (Београд) 1925.
- Ноћ. Речи од В.(ојислава) Ј. Илића. Издање Музичког друштва „Станковић”, (Београд) 1925.
- Видовданска причест за два хора, мешовити и мушки. (о Ускрсу 1929. год.) На стихове Трифуна Ђукића. Акад. пев. друштво „Обилић”, (Београд) (1929).
- Лептир и ружа мешовити хор. Јужнословенски певачки савез, Београд 1929.
- Muha i komarac. Narodni stihovi za mešoviti zbor. Akademsko pevačko društvo „Obilić”, Beograd 1930.
- Муха и комарац. Народни стихови. Хор „Станковић”, 1930.
- Песма у зору за мешовити хор. (Речи од А. Шантића.) Београдско певачко друштво „Занатлија”, Београд 1932.
- Отче наш. Прво београдско певачко друштво, Београд 1933.
- Песме у један, два, три или четири гласа, за дечји или женски хор. (Св.) 1. Г. Кон, Београд 1933.
- Видовданска причест. Загребељни Ф., Београд 1934.
- Опело (број 2) (у g-moll-у) за мушки збор. А. П. Д. „Обилић”, (Б. м.) (1934).
- Дуго се поље зелени, мешовити хор. (Б. и.), Београд 1935.
- Опело, оп. 43. у d-moll-у за три једнака гласа. Компоновао и Хору гимназије Краља Александра I у Београду посветио Милоје Милојевић. Сопствено издање, Београд 1935.
- Sonata za violinu i klavir, op. 36. Univerzitetsko kamerno-muzičko udruženje „Collegium musicum”, Beograd 1935.
- Miloje Milojević, Ritmičke grimase; Slavko Osterc, Arabeske za klavir. „Collegium musicum”, Beograd 1936.
- Jugoslovenske narodne melodije za jedan glas i klavir. Obradili Miloje Milojević, Anton Neffat... „Collegium musicum”, Beograd 1938.
- Седам песама савремених југословенских композитора за један дубок глас и клавир. „Collegium musicum”, Београд 1938. (од Милоја Милојевића: Сунчев зрак не зари; Испосник на самрти).
- Skaži mi. Psalm 38. iz Liturgije op. 19, za muški hor i tenor solo. Ćirilometodski nakladni zavod, Zagreb 1940. (poseban otisak iz „Ćirilometodski vjesnik”, Zagreb 1940, god. 8, prilog 11–12).
- Мелодије и ритмови са Балкана за клавир, оп. 69. св. 1. „Просвета”, Београд 1946.
- Муха и комарац. Редактор Милан Бајшански. „Рад”, Београд 1948.
- Зборник хорских песама, 4 Одговорни уредник Драгутин Чолић. Савез културно-просветних друштава НР Србије, Београд 1951. (Од М. Милојевића: „Дуго се поље зелени”.)
- Минијатуре за клавир, оп. 2. „Просвета”, Београд 1956.
- Хорске песме за школску омладину. Редакција Јован Бандур. „Просвета”, Београд 1956.
- Миниатуре за клавир, оп. 2. Редакција Гордане Трајковић-Милојевић. „Просвета”, Београд 1965.
- Muha i komarac. (B. i.), Beograd (1971).
- Мелодије и ритмови са Балкана за клавир, оп. 69. Св. 1. „Просвета”, Београд 1972.
- Мелодије и ритмови са Балкана за клавир, оп. 69. Св. 2. „Просвета”, Београд 1972.
- U planini: četiri impresije za violinu i klavir, op. 62. Udruženje kompozitora Srbije, Beograd 1979.
- Tri pesme za visoki glas i klavir, op. 67. Udruženje kompozitora Srbije, Beograd 1980.
- Sobareva metla. Baletska groteska u jednom činu. (Tekst Marko Ristić.) Udruženje kompozitora Srbije, Beograd 1981.
- Solo pesme za visoki glas i klavir, оp. 87, na stihove japanskih pesnika (nemački prepev Paul Lueth, srpskohrvatski prepev Miloje Milojević). Udruženje kompozitora Srbije, Beograd 1983.
- Intima, svita za gudački orkestar po motivu re-la-do-mi-la, op. 56. Udruženje kompozitora Srbije, Beograd 1984.
- Dve pesme na tekst Franza Toussainta, za tenor, sopran, flautu, violu i klavir, op. 39a i op. 39b, Udruženje kompozitora Srbije, Beograd 1985.
- Sonata za obou (ili violinu) i klavir, op. 76. Udruženje kompozitora Srbije, Beograd 1991.
- Kompozicije za violinu i klavir srpskih autora. Karić fondacija, Beograd 1999.

## Дискографија
- Милоје Милојевић, Македонска успаванка – Две љубавне песме, пева Иванка М. Милојевић, прати на клавиру М. (Милоје) Милојевић. Грамофонска плоча, Pathé – France, (19?).
- Horska muzika srpskih autora, (izvodi) Hor Radio televizije Beograd, dirigent Borivoje Simić. Gramofonska ploča. „Helidon”, Ljubljana 1971 (?). (Од Милоја Милојевића: Muha i komarac, horska minijatura.)
- Miloje Milojević, Nimfa – Japan – Molitva majke Jugovića zvezdi Danici, (izvode) Ljiljana Molnar-Talajić, sopran, i Nada Vujičić, klavir. Gramofonska ploča. Radio televizija Beograd (Edicija „Antologija srpske muzike”), Beograd 1977 (?).
- Miloje Milojević, Četiri komada, (izvodi) Andreja Preger, klavir. Gramofonska ploča. Radio televizija Beograd, Beograd 1977 (?).
- . (Изводе) Гудачи Светог Ђорђа. Звучна касета. Продукција грамофонских плоча Радио телевизије Србије, Београд 1998. (од Милоја Милојевића: Три минијатуре).
- Бисери српске уметничке соло песме, Славко Николић, тенор, и Миодраг Чолаковић, клавир. Компакт-диск. Без издавача, без места, 2001. (Од Милоја Милојевића: Јесења елегија и Моја драга.)
- Милоје Милојевић, Минијатуре, оп. 2, Биљана Горуновић, клавир. Компакт-диск. Продукција грамофонских плоча Радио телевизије Србије, Београд 2001.
- Музика српских композитора за виолончело и клавир, Душан Стојановић, виолончело, и Радмила Стојановић, клавир. Компакт-диск. Учитељски факултет Универзитета у Београду и Душан Стојановић, Београд 2009. (Од М. Милојевића: Нимфа, Божићна песма и Легенда о Јефимији).
- Идентитети српске музике, XX–XXI век. Соло песме и дела за клавир. Компакт-диск. Српска академија наука и уметности – Музиколошки институт САНУ, Београд 2010. (од М. Милојевића: соло песме Нимфа и Јесења елегија, у извођењу Анете Илић, сопран, и Лидија Станковић, клавир).